# Descalcificação
Descalcificação é a perda de cálcio dos ossos dos seres vivos. É a descalcificação que causa a osteoporose. Com isso os ossos ficam mais fracos, ficando quebradiço a qualquer pancada. A osteoporose é uma doença que causa o enfraquecimento dos ossos deixando os ossos mais fracos .A osteoporose pode ser tratada com remédios recomendados por médicos que contém cálcio em sua fórmula.